# Lemmie
Lemmie [ˈlɛmjə] ist ein Dorf und eine Ortschaft der Stadt Gehrden in der Region Hannover in Niedersachsen.

## Geschichte
Erstmals urkundlich erwähnt wurde Lemmie in einer Urkunde des Papstes Innozenz III., der im Jahre 1216 dem Kloster Loccum an dieser Stelle zwei Hufen Land (60 Morgen in Lemenithe) übertrug.
Das genaue Baujahr der Kapelle in Lemmie ist nicht bekannt, die Inschrift auf der Glocke belegt, dass diese 1652 von Meister Ludolf Siegfriedt gegossen wurde. Allerdings gibt es Belege in Kirchenbüchern, die eine Reparatur der ledernen Glockenaufhängung aus dem Jahre 1596 nachweisen, es muss also schon damals eine Glocke gegeben haben und vor dieser Zeit muss auch die Kapelle schon existiert haben.
Das Rittergut Lemmie entstand, als Börries von Hattorf ab 1852 sieben Höfe kaufte, um diese zusammenzulegen und daraus ein stimmberechtigtes Rittergut zu machen. Dazu kaufte er sich von den Herren von Lenthe 1865 eine Ritterstimme und erreichte so, dass einige Zeit später Lemmie unter die zum Landtage stimmberechtigten Rittergüter des Fürstentums Calenberg aufgenommen wurde. Seine Erbtochter Amalie von Hattorf heiratete 1871 Franz von Ditfurth.

### Eingemeindungen
Am 1. August 1971 erfolgte der freiwillige Gemeindezusammenschluss Lemmies mit benachbarten Gemeinden zur Großgemeinde Gehrden.

### Einwohnerentwicklung
| Jahr | Einwohner | Quelle |
| ---- | --------- | ------ |
| 1910 | 319       | [ 4 ]  |
| 1925 | 319       | [ 5 ]  |
| 1933 | 311       | [ 5 ]  |
| 1939 | 303       | [ 5 ]  |
| 1950 | 609       | [ 6 ]  |

| Jahr | Einwohner | Quelle |
| ---- | --------- | ------ |
| 1956 | 519       | [ 6 ]  |
| 2014 | 703       | [ 1 ]  |
| 2015 | 701       | [ 1 ]  |
| 2016 | 706       | [ 1 ]  |
| 2017 | 703       | [ 1 ]  |

|  |

## Politik

### Ortsrat
Der Ortsrat von Lemmie setzt sich seit der Kommunalwahl 2021 aus sieben Ratsmitgliedern folgender Parteien zusammen:
- Bündnis 90/Die Grünen: 1 Sitz
- CDU: 2 Sitze
- SPD: 1 Sitz
- WfL: 3 Sitze

### Ortsbürgermeister
Der Ortsbürgermeister ist Heinrich Möller (WfL). Er übt dieses Amt seit 2021 aus. Sein Stellvertreter ist Henning Rehren (CDU).
Von 1996 bis 2021 war Hilmar Rump (FDP) Ortsbürgermeister. 

### Wappen
Der Entwurf des Kommunalwappens von Lemmie stammt von dem Heraldiker und Grafiker Alfred Brecht, der sämtliche Wappen in der Region Hannover entworfen hat. Die Genehmigung des Wappens wurde am 30. April 1963 durch den Regierungspräsidenten in Hannover erteilt.
| Wappen von Lemmie | Blasonierung: „Silber : Rot schräglinks geteilt, oben ein rotes Ankerkreuz, unten eine silberne Pflugschar.“ |
| Wappen von Lemmie | Wappenbegründung: Vermutlich war das althochdeutsche lamb, also Lamm/Schaf für den Ort namensgebend. Ortsnamenforscher deuten den Ortsnamen Lemmie als „Siedlung auf der Schafweide“. Trotzdem sollte dieses auf Wunsch der Gemeindeväter nicht im Wappen auftauchen, stattdessen sollten in den Farben des Bistums Minden die Grafen von Pyrmont geehrt, und deren Symbol, das Ankerkreuz übernommen werden. Das Bistum Minden findet sich auch im Wappen des Nachbarortes Sorsum und zeigt die bis heute bestehende enge Verbindung der Grundbesitzer der beiden Orte. Die Pflugschar symbolisiert das Bauerndorf. |

## Kultur und Sehenswürdigkeiten

### Bauwerke
- Rittergut Lemmie
- Lemmier Kapelle

### Baudenkmale
In Lemmie gibt es neun Baudenkmale.

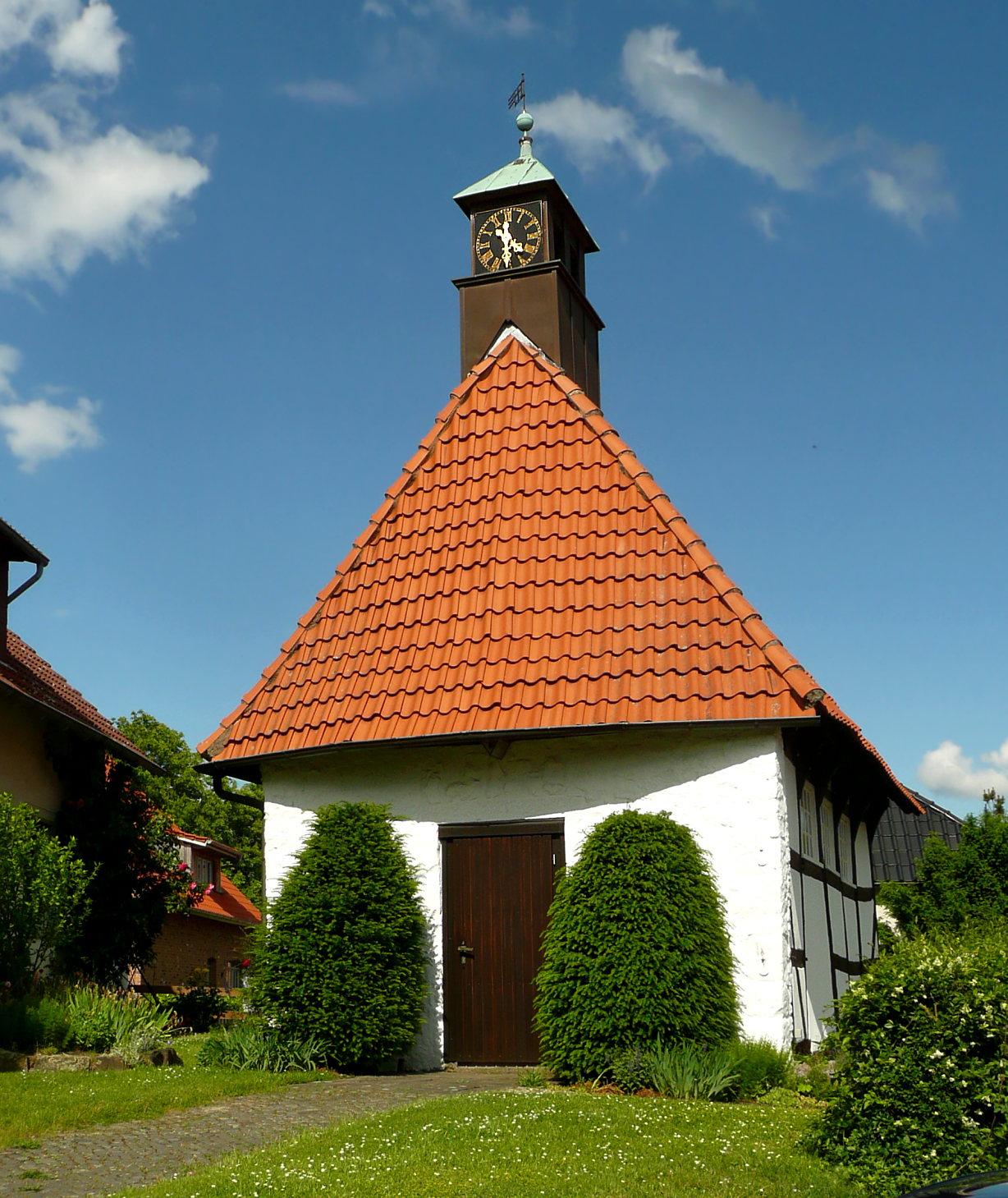
Die Lemmier Kapelle
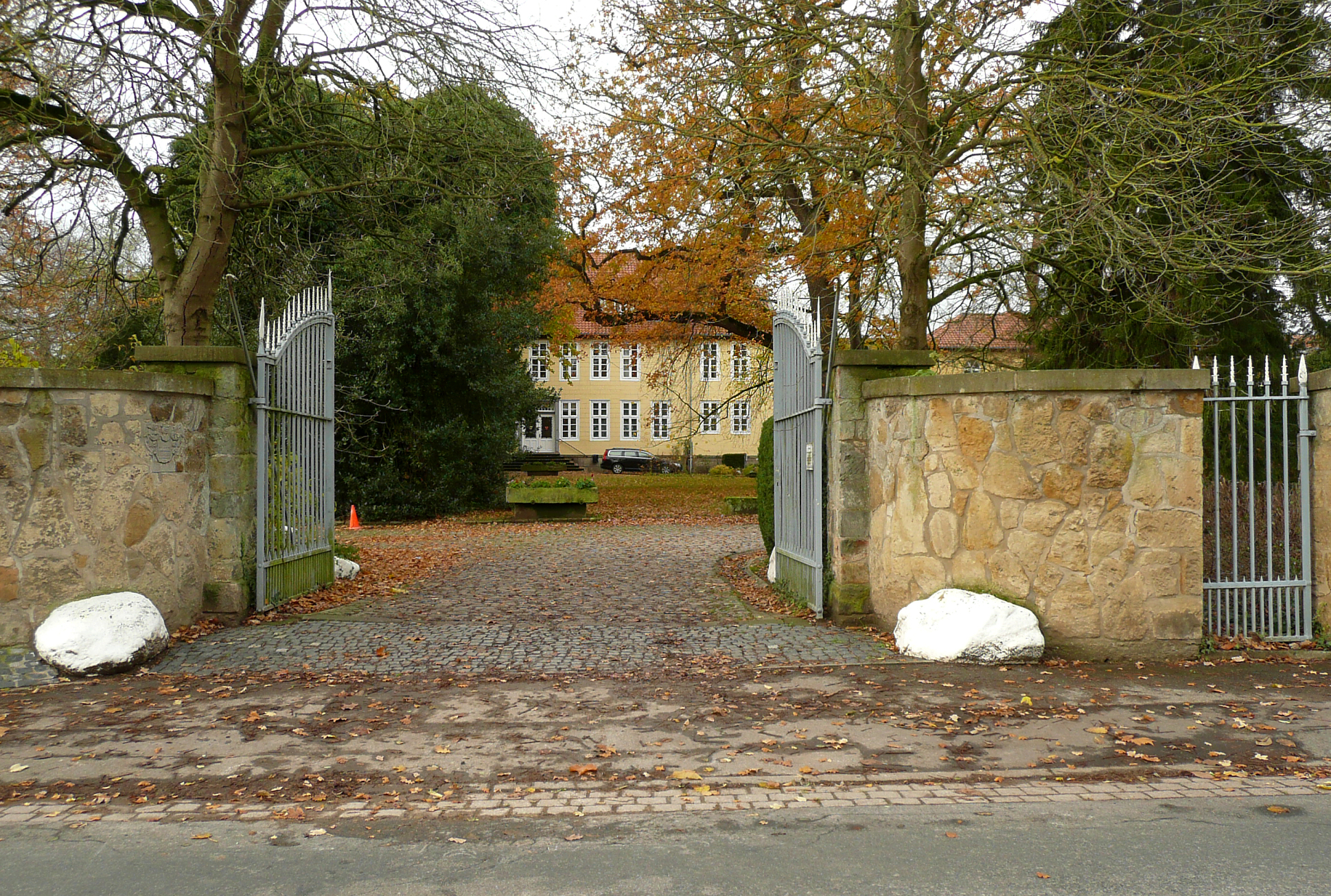
Rittergut Lemmie

## Wirtschaft und Infrastruktur
Lemmie verfügt seit 1904 über einen Haltepunkt an der 1872 eröffneten Strecke der Deisterbahn. Seit 1999 gehört diese Strecke zur S-Bahn Hannover und wird von den Linien S 1 und S 2 bedient.
| Linie | Verlauf | Takt   |
| ----- | --- | ------ |
| S 1   | Minden (Westf) – Bückeburg – Kirchhorsten – Stadthagen – Lindhorst (Schaumb-Lippe) – Haste (Han) – Wunstorf – Dedensen-Gümmer – Seelze – Letter – Hannover-Leinhausen – Hannover-Nordstadt – Hannover Hbf – Hannover Bismarckstraße – Hannover-Linden/Fischerhof – Hannover-Bornum – Empelde – Ronnenberg – Weetzen – Lemmie – Wennigsen (Deister) – Egestorf (Deister) – Kirchdorf (Deister) – Barsinghausen – Winninghausen – Bantorf – Bad Nenndorf – Haste (Han) Stand: Fahrplanwechsel Juni 2022 | 60 min |
| S 2   | Nienburg (Weser) – Linsburg – Hagen (Han) – Eilvese – Neustadt am Rübenberge – Poggenhagen – Wunstorf – Dedensen-Gümmer – Seelze – Letter – Hannover-Leinhausen – Hannover-Nordstadt – Hannover Hbf – Hannover Bismarckstraße – Hannover-Linden/Fischerhof – Hannover-Bornum – Empelde – Ronnenberg – Weetzen – Lemmie – Wennigsen (Deister) – Egestorf (Deister) – Kirchdorf (Deister) – Barsinghausen – Winninghausen – Bantorf – Bad Nenndorf – Haste (Han) Stand: Fahrplanwechsel Juni 2022       | 60 min |

Vier Buslinien des Großraum-Verkehrs Hannover verbinden Lemmie von drei Haltestellen aus mit umliegenden Orten und dem Gehrdener Zentrum.

## Persönlichkeiten
Personen, die mit dem Ort in Verbindung stehen
- Hermine Hartleben (1846–1919), Lehrerin und Biographin des Hieroglyphen-Entzifferers Jean-François Champollion, sie war bis 1867 einige Jahre lang Gesellschafterin der Freifrau von Mengersen in Lemmie
- Wilhelm von Ditfurth (1874–1949), Berufssoldat, Gutsbesitzer, Politiker der DNVP und General der Wehrmacht im Zweiten Weltkrieg, starb in Lemmie